# ملكة جمال الكون 1988
ملكة جمال الكون 1988 هي مسابقة ملكة جمال الكون السابعة والثلاثون في تاريخ مسابقة ملكة جمال الكون منذ انطلاقتها عام 1952، تم عقد مسابقة في 24 مايو 1988 برعاية شركة طيران فورموزا في استاد لين كو في تايبيه، تايوان. في هذا العام تنافس 66 متسابقة. في نهاية الحدث توجت بونتيب ناكهرانكانوك البالغة من العمر 19 عامًا من تايلاند من قبل ملكة جمال الكون السابقة سيسيليا بولوكو من تشيلي. أصبحت ثاني سيدة تايلاندية تفوز باللقب بعد أباسرا هونغساكون التي فازت بلقب ملكة جمال الكون 1965. وأصبحت أول امرأة تفوز بجائزة ملكة جمال الكون وجائزة أفضل زي وطني في مسابقة ملكة واحدة.

## النتائج

### المراكز النهائية
| النتائج النهائية     | المتنافسة |
| -------------------- | --- |
| ملكة جمال الكون 1988 | - تايلاند - بونتيب ناكهرانكانوك |
| الوصيفة الأولى       | - كوريا - جانغ يون جونغ |
| الوصيفة الثانية      | - المكسيك - أماندا أوليفاريس |
| الوصيفة الثالثة      | - اليابان - ميزوهو ساكاجوتشي |
| الوصيفة الرابعة      | - هونغ كونغ - بولين يانغ |
| أفضل 10              | - كولومبيا - ديانا أريفالو - جمهورية الدومينيكان - باتريشيا خيمينيز - النرويج - بينت برونلاند - الولايات المتحدة - كورتني جيبس - فنزويلا - ياخيرا فيرا |

## المتسابقات
- الأرجنتين - كلوديا غابرييلا بيريرا
- أستراليا - فانيسا لين جيبسون
- النمسا - ماريا شتاينهارت
- جزر البهاما - ناتاشا كريستين بيندر
- بلجيكا - ديزي فان كاوينبيرج
- برمودا - كيم لايتبورن
- بوليفيا  - آنا ماريا بيريرا بارادا
- البرازيل - إيزابيل بيدوشيك
- جزر العذراء البريطانية - نيلدا فيليسيا فارينجتون
- كندا - ميليندا جيليس
- تشيلي - فيرونيكا روميرو كارفاخال
- كولومبيا - ديانا باتريشيا أريفالو جويرا
- كوستاريكا - إيريكا ماريا باولي
- الدنمارك - بيرنيل ناثانسن
- جمهورية الدومينيكان - باتريشيا خيمينيز
- الإكوادور - سيسيليا بوزو كامينر
- مصر - أمينة سامي شلباية
- السلفادور - آنا مارجريتا فاكيرانو سيلاري
- إنجلترا - تريسي ويليامز
- فنلندا - نينا كاريتا بيورنستروم
- فرنسا - كلوديا فريتوليني
- ألمانيا - كريستيان كوب
- جبل طارق - مايت سانشيز
- جرينلاند - نونو نيت باعد
- غوام - ليزا ماريا كاماتشو
- غواتيمالا - سيلفيا مانسيلا
- هولندا - أنابت ريندينا بيرندسن
- هندوراس - جاكلين هيريرا ميخيا
- هونغ كونغ - بولين يونغ
- آيسلندا - آنا مارجريت جونسدوتير
- أيرلندا - أدريان روك †
- إسرائيل - شيرلي بن مردخاي
- إيطاليا - سيمونا فينتورا
- جامايكا - ليوتا سواه
- اليابان - ميزوهو ساكاجوتشي
- كوريا - جانغ يون جيونغ
- لبنان - إيلين جورج فاخوري
- لوكسمبورغ - ليدي غارني
- ماليزيا - ليندا لوم
- مالطا - ستيفاني سبيتيري
- المكسيك - أماندا أوليفاريس
- نيوزيلندا - لانا كوك كروفت
- نيجيريا - امسان توكوربو بوا
- جزر ماريانا الشمالية - روبي جان هاميلتون
- النرويج - بينت برونلاند
- باراغواي - مارتا نويمي أكوستا غرنادا
- بيرو - كاتيا ميريلا اسكوديرو لوزانو
- الفلبين - بيرفيدا رييس ليمبين
- البرتغال - إيزابيل مارتينز دا كوستا
- بورتوريكو - إيزابيل ماريا باردو
- جمهورية الصين - جيد هو في- تسوي
- إسكتلندا - أماندا ليرد
- سنغافورة - أودري آن تاي
- إسبانيا - سونسوليس أرتيجاس ميديرو
- سريلانكا - ديبثي أليس
- السويد - أنيكا ديفيدسون
- سويسرا - غابرييلا بيغلر
- تايلاند  - بورنتيب ناخيرونكانوك
- ترينيداد وتوباغو - شيريل آن جوردون
- تركيا - ملتم هاكارار
- جزر توركس وكايكوس - إدنا إليزابيث سميث
- الأوروغواي - كارلا إيرين ترومبوتي مورينو
- الولايات المتحدة  - كورتني جيبس
- جزر العذراء الأمريكية - هيذر كارتي
- فنزويلا - ياجيرا كريستينا فيرا رولدان
- ويلز - ليز ماري ويليامز

## الروابط الخارجية
- موقع ملكة جمال الكون الرسمي